# Lodewijk VIII van Frankrijk
Lodewijk VIII de Leeuw (Frans: Louis VIII le Lion) (Parijs, 5 september 1187 — Montpensier, 8 november 1226) was koning van Frankrijk en graaf van Artesië van 1223 tot 1226. Hij was een lid van het Huis Capet. 

## Ouders, echtgenote en kinderen
Lodewijk werd geboren in Parijs, hij was de zoon van Filips II van Frankrijk en Isabella van Henegouwen. De prins had al op jonge leeftijd een zwakke fysieke gezondheid.
Op 23 mei 1200 trouwde Lodewijk op 12-jarige leeftijd met Blanche van Castilië (4 maart 1188 - 26 november 1252). Zijn bruid was de dochter van koning Alfons VIII van Castilië en Eleonora Plantagenet, prinses van Engeland.
Het paar kreeg verscheidene kinderen:
1. Blanche (1205-1206)
2. Agnes (1207-1207)
3. Filips (9 september 1209 - 1218)
4. Alphonsus en
5. Jan (1213-1213), tweeling,
6. Louis (de latere Lodewijk IX) (25 april 1214 - 25 augustus 1270)
7. Robert (25 september 1216 - 9 februari 1250)
8. Filips (1218-1220)
9. Jan Tristan (21 juli 1219 - 1232), graaf van Anjou en Maine
10. Alfons van Toulouse (11 november 1220 - 21 augustus 1271)
11. Filips Dagobert (20 februari 1222 - 1232)
12. Isabella van Frankrijk (juni 1225 - 23 februari 1269)
13. Stefan (geboren en gestorven in 1226)
14. Karel I van Sicilië (maart 1227 - 7 januari 1285).

## Biografie
Als prins won Lodewijk verschillende gevechten tegen koning Jan zonder Land van Engeland. In 1216 kwam de Engelse adel in opstand tegen de onpopulaire koning Jan, en bood de troon aan aan Lodewijk. In mei 1216 vielen prins Lodewijk en zijn leger Engeland binnen. Na anderhalf jaar burgeroorlog, de zogenaamde Eerste Baronnenoorlog, gaf Lodewijk echter zijn aanspraak op de troon op, en tekende het Verdrag van Lambeth (1217).
In 1219 vervoegde Lodewijk op verzoek van paus Honorius III de Eerste Albigenzische Kruistocht. De kruistocht onder leiding van Amalrik VI van Montfort kreeg te maken met een steeds sterker wordende weerstand van de adel in de Languedoc. Lodewijk verzamelde een leger met dertig graven, twintig bisschoppen, zeshonderd ridders en 10.000 boogschutters. Marmande, dat al een half jaar belegerd werd, gaf zich al snel over tegenover deze overmacht. Maar Lodewijk slaagde er niet in Toulouse te veroveren en in augustus 1219 ontbond Lodewijk zijn leger.
Lodewijk volgde zijn vader op op 14 juli 1223. Zijn kroning vond plaats op 6 augustus van dat jaar in Reims. Als koning wilde hij nog altijd wraak nemen op het Huis Plantagenet, en nam Poitou en Saintonge in 1224 in. Daarna werden Avignon en Languedoc overgenomen (zie Tweede Albigenzische Kruistocht). Al deze gebieden waren oorspronkelijk eigendom van de Plantagenets.
Toen hij terugkeerde naar Parijs begon Lodewijk te lijden aan dysenterie, en stierf op 8 november 1226 in een kasteel bij Montpensier, in Auvergne.
Lodewijk VIII werd begraven in de kathedraal van Saint-Denis. Zijn zoon, Lodewijk IX van Frankrijk (Lodewijk de Heilige), volgde hem op als koning van Frankrijk.

## Voorouders
| Voorouders van Lodewijk VIII van Frankrijk | Voorouders van Lodewijk VIII van Frankrijk                                       | Voorouders van Lodewijk VIII van Frankrijk                                       | Voorouders van Lodewijk VIII van Frankrijk                                       | Voorouders van Lodewijk VIII van Frankrijk                                       | Voorouders van Lodewijk VIII van Frankrijk                                        | Voorouders van Lodewijk VIII van Frankrijk                                        | Voorouders van Lodewijk VIII van Frankrijk                                        | Voorouders van Lodewijk VIII van Frankrijk                                        |
| ------------------------------------------ | -------------------------------------------------------------------------------- | -------------------------------------------------------------------------------- | -------------------------------------------------------------------------------- | -------------------------------------------------------------------------------- | --------------------------------------------------------------------------------- | --------------------------------------------------------------------------------- | --------------------------------------------------------------------------------- | --------------------------------------------------------------------------------- |
| Overgrootouders                            | Lodewijk VI van Frankrijk (1081-1137) ∞ 1115 Adelheid van Maurienne (1092-1154)  | Lodewijk VI van Frankrijk (1081-1137) ∞ 1115 Adelheid van Maurienne (1092-1154)  | Theobald IV van Blois (1090-1152) ∞ 1123 Mathilde van Karinthië (1106-1161)      | Theobald IV van Blois (1090-1152) ∞ 1123 Mathilde van Karinthië (1106-1161)      | Boudewijn IV van Henegouwen (1110-1171) ∞ 1127 Adelheid van Namen (1112/15-1169)  | Boudewijn IV van Henegouwen (1110-1171) ∞ 1127 Adelheid van Namen (1112/15-1169)  | Diederik van de Elzas (1100-1168) ∞ 1139 Sybille van Anjou (1116-1165)            | Diederik van de Elzas (1100-1168) ∞ 1139 Sybille van Anjou (1116-1165)            |
| Grootouders                                | Lodewijk VII van Frankrijk (1120-1180) ∞ 1160 Adelheid van Champagne (1140-1206) | Lodewijk VII van Frankrijk (1120-1180) ∞ 1160 Adelheid van Champagne (1140-1206) | Lodewijk VII van Frankrijk (1120-1180) ∞ 1160 Adelheid van Champagne (1140-1206) | Lodewijk VII van Frankrijk (1120-1180) ∞ 1160 Adelheid van Champagne (1140-1206) | Boudewijn V van Henegouwen (1150-1195) ∞ 1169 Margaretha van de Elzas (1145-1194) | Boudewijn V van Henegouwen (1150-1195) ∞ 1169 Margaretha van de Elzas (1145-1194) | Boudewijn V van Henegouwen (1150-1195) ∞ 1169 Margaretha van de Elzas (1145-1194) | Boudewijn V van Henegouwen (1150-1195) ∞ 1169 Margaretha van de Elzas (1145-1194) |
| Ouders                                     | Filips II van Frankrijk (1165-1223) ∞ 1180 Isabella van Henegouwen (1170-1190)   | Filips II van Frankrijk (1165-1223) ∞ 1180 Isabella van Henegouwen (1170-1190)   | Filips II van Frankrijk (1165-1223) ∞ 1180 Isabella van Henegouwen (1170-1190)   | Filips II van Frankrijk (1165-1223) ∞ 1180 Isabella van Henegouwen (1170-1190)   | Filips II van Frankrijk (1165-1223) ∞ 1180 Isabella van Henegouwen (1170-1190)    | Filips II van Frankrijk (1165-1223) ∞ 1180 Isabella van Henegouwen (1170-1190)    | Filips II van Frankrijk (1165-1223) ∞ 1180 Isabella van Henegouwen (1170-1190)    | Filips II van Frankrijk (1165-1223) ∞ 1180 Isabella van Henegouwen (1170-1190)    |

- Bibliothèque nationale de France: cb11942861k (data)
- Gemeinsame Normdatei: 118780727
- International Standard Name Identifier: 0000 0000 6136 0801
- Library of Congress Control Number: n83225874
- Nationale Bibliotheek van Tsjechië: xx0088366
- Nationale Bibliotheek van Israël: 987007275731305171
- Nationale Bibliotheek van Polen: a0000001952605
- Nederlandse Thesaurus van Auteursnamen: 142663409
- LIBRIS: 395232
- Système universitaire de documentation: 027372804
- Virtual International Authority File: 29542569
- WorldCat: E39PBJkdkB3JTY4t437kGFw6Kd